# 柿川

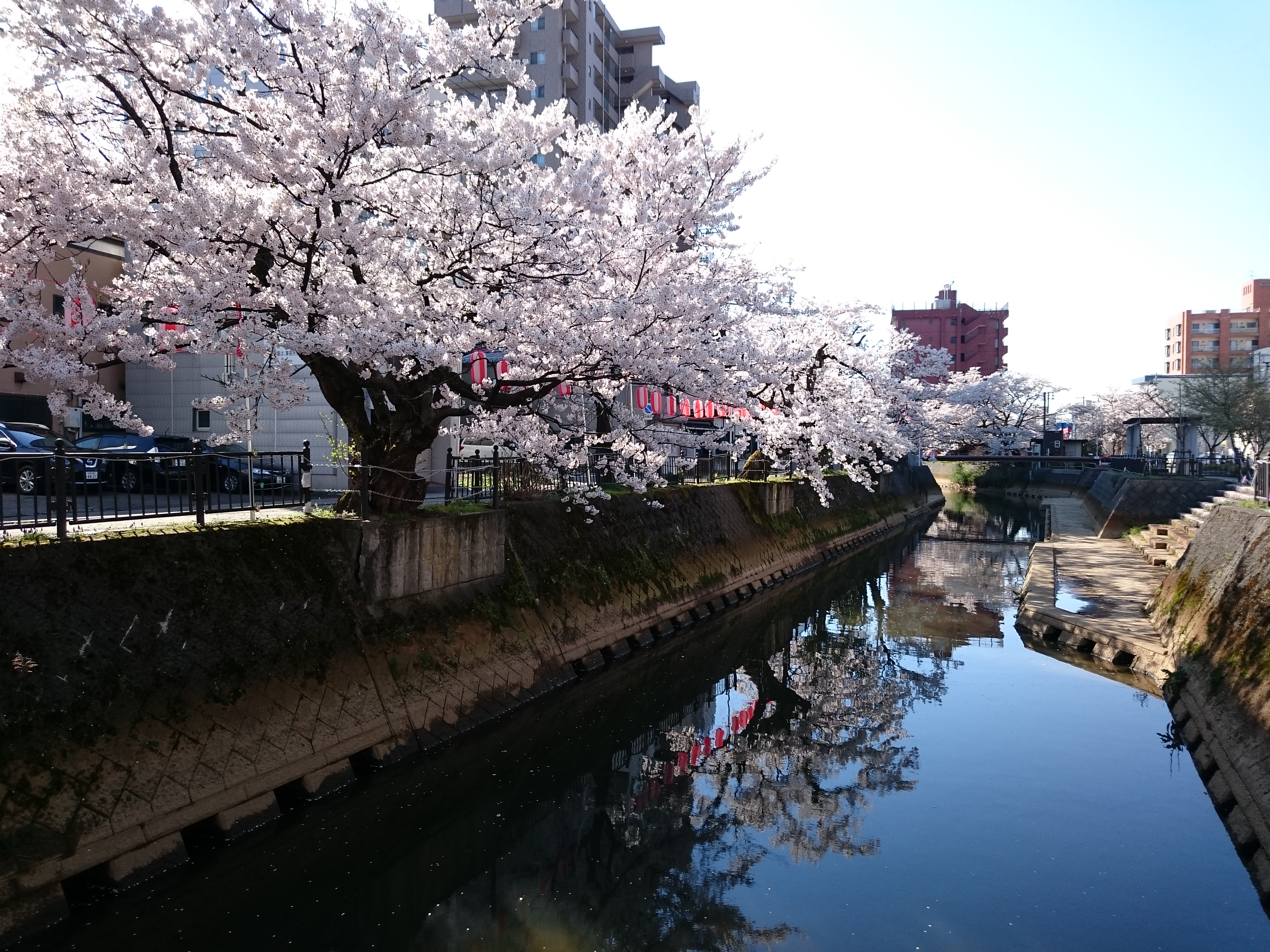
4月中旬には桜並木が満開になる

柿川（かきがわ）は、新潟県長岡市を流れる信濃川水系の一次支川の一級河川。法河川延長11.154km、流域面積13.3km2。

## 概要
長岡市南東部、標高約550mの南蛮峠付近に源を発し、長岡市内を流下して信濃川に合流する。信濃川との合流点には柿川水門と柿川排水機場が設置されている。派川に柿川上流で分岐し、栖吉川に合流する延長1.7kmの新柿川がある。
また、冬季には水量の少ない柿川に信濃川から最大4m3/s導水し、柿川洪水時には信濃川へ最大3m3/s排水する消流雪用水導入施設がある。これは、冬季には雪捨て場として用いられている柿川の流量不足を解消し円滑な除雪作業ができるようにしたものである。

### 柿川放水路
柿川は長岡市街地（信濃川右岸）を縫うようにして流れるため、度々水害を引き起こしてきた。2011年（平成23年）7月の新潟・福島豪雨でも浸水が起きたことから新潟県による柿川放水路事業として金房地区から太田川へ放流する延長1.35km、最大流量9m3/sの放水路が建設され、2019年（平成31年）3月23日に竣工した。分岐部には越流堤が設けられ、洪水時に越流堤を超えた水が放水路に流れる仕組みとなっている。

## イベント
2019年（令和元年）4月に入ってからは、桜並木を投光器で夜間にライトアップする取り組みや、それまで実施されていなかった沿道でのイベントを長岡市青年会議所が企画する取り組みが行われている。

### 灯籠流し
毎年、8月1日に長岡空襲被害者慰霊の思いを込めて追廻橋から一之橋の周辺で灯籠流しが行われる。

## 歴史
江戸時代、柿川は長岡船道（ふなどう）と呼ばれる水運の拠点となり、川沿いは繁華街となっていたと言われる。

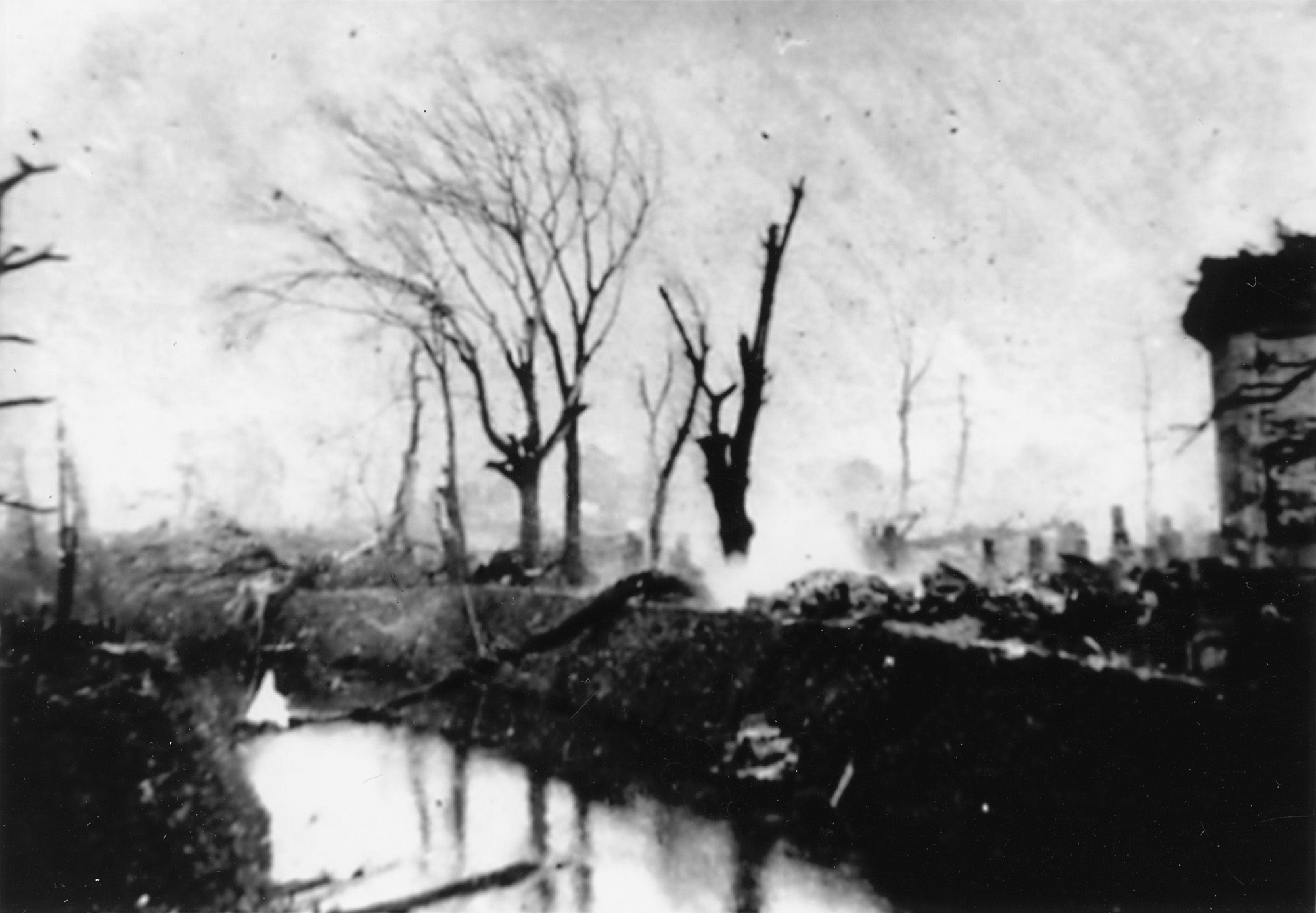
長岡空襲（1945年）直後の柿川

一時期はごみの投棄や排水の流入により汚れた川となっていたが、下水道の整備や1970年代以降のごみ回収作戦により改善が見られた。
1968年（昭和43年）に新柿川掘削が掘削された。
1969年（昭和44年）12月から市営駐車場が開設されたが、1983年（昭和58年）に廃止され、跡地は車道拡幅に利用されたほか、「柿川リバーサイド・プロムナード整備事業」の一環で遊歩道が整備された。